# 스킨팍시와 흐림팍시

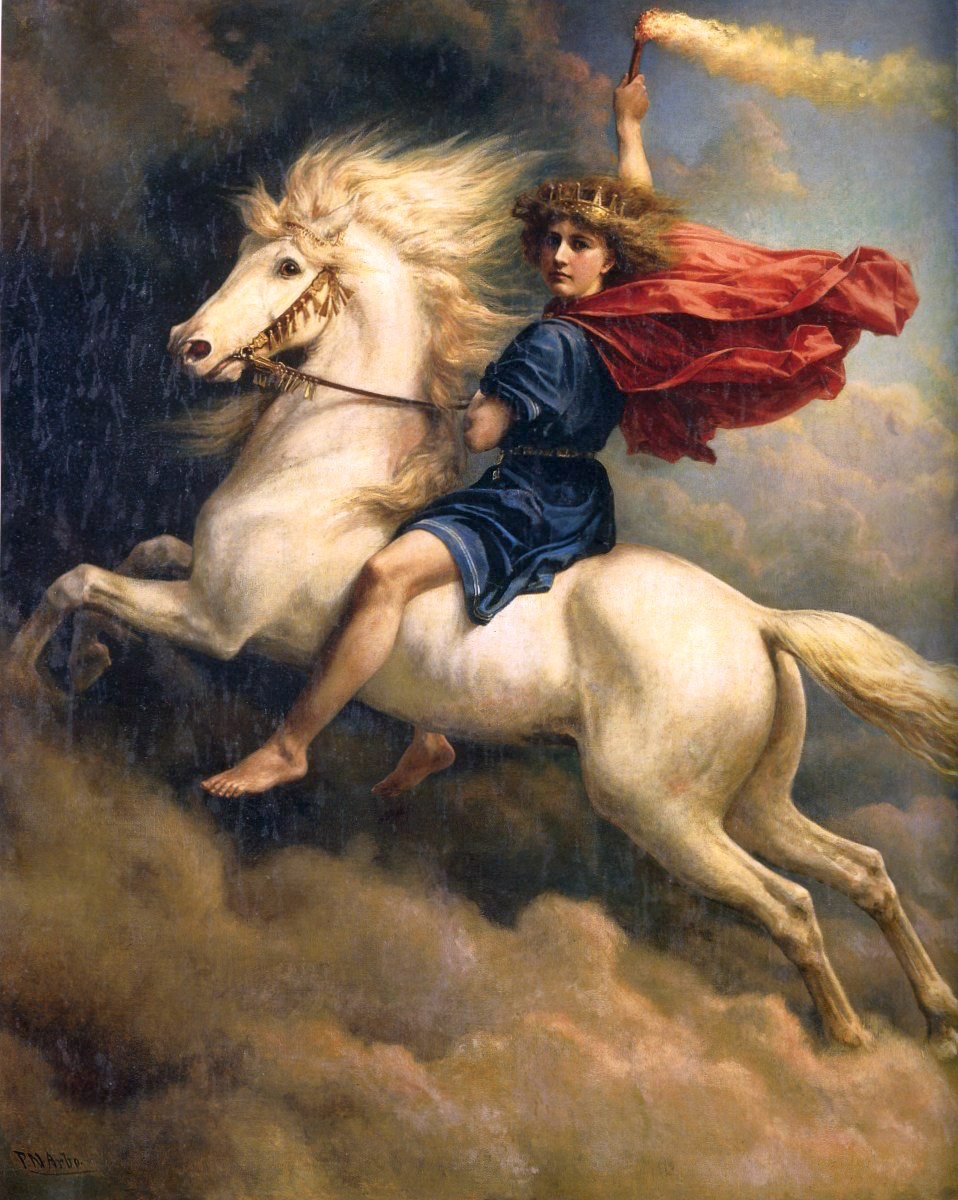

스킨팍시(고대 노르드어: Skinfaxi→빛나는 갈기)와 흐림팍시(고대 노르드어: Hrímfaxi→서리 갈기)는 북유럽 신화에서 각각 낮과 밤의 신인 다그와 노트의 말이다.
스킨팍시와 흐림팍시는 〈바프스루드니르가 말하기를〉에 언급된다.

## 같이 보기
- 굴팍시